# 經濟問題
经济问题源于资源的稀缺性。社会制度在分配资源时，必须解决三个基本的经济问题。不同的社会制度在应对这些问题时，会采取不同的处理方法。
三種經濟問題是：
- 生產甚麼(What to Produce)：我们需要决定生产哪些种类的物品以及它们的数量。
- 怎樣生產(How to Produce)：我们需要选择哪些生产方法，以减少生产成本并提高效率。
- 為誰生產(For Whom to Produce)：我们需要确定物品将分配给哪些受众。